# Domoni (Burkina Faso)
Pour les articles homonymes, voir Domoni.
Domoni est une localité située dans le département de Toéni de la province du Sourou dans la région de la Boucle du Mouhoun au Burkina Faso.

## Santé et éducation
Le village possède une école primaire publique.